# Albizia morombensis
Albizia morombensis là một loài thực vật có hoa trong họ Đậu. Loài này được Capuron miêu tả khoa học đầu tiên.